# Pall Mall

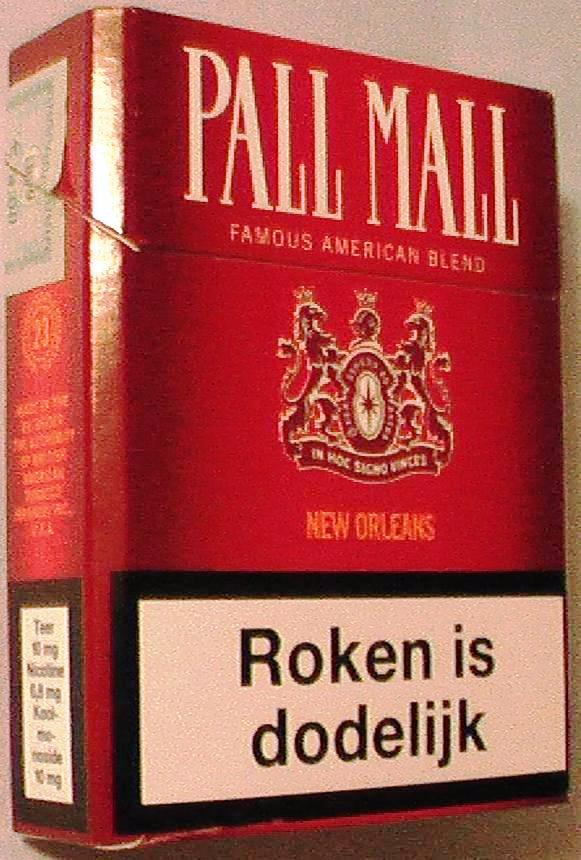
Пачка Pall Mall

Pall Mall («Пэлл-Мэлл», также «Палл-Малл») — марка сигарет, производимых табачной компанией R.J. Reynolds Tobacco в Уинстон-Сейлеме, в США и British American Tobacco на мировом рынке.

## История

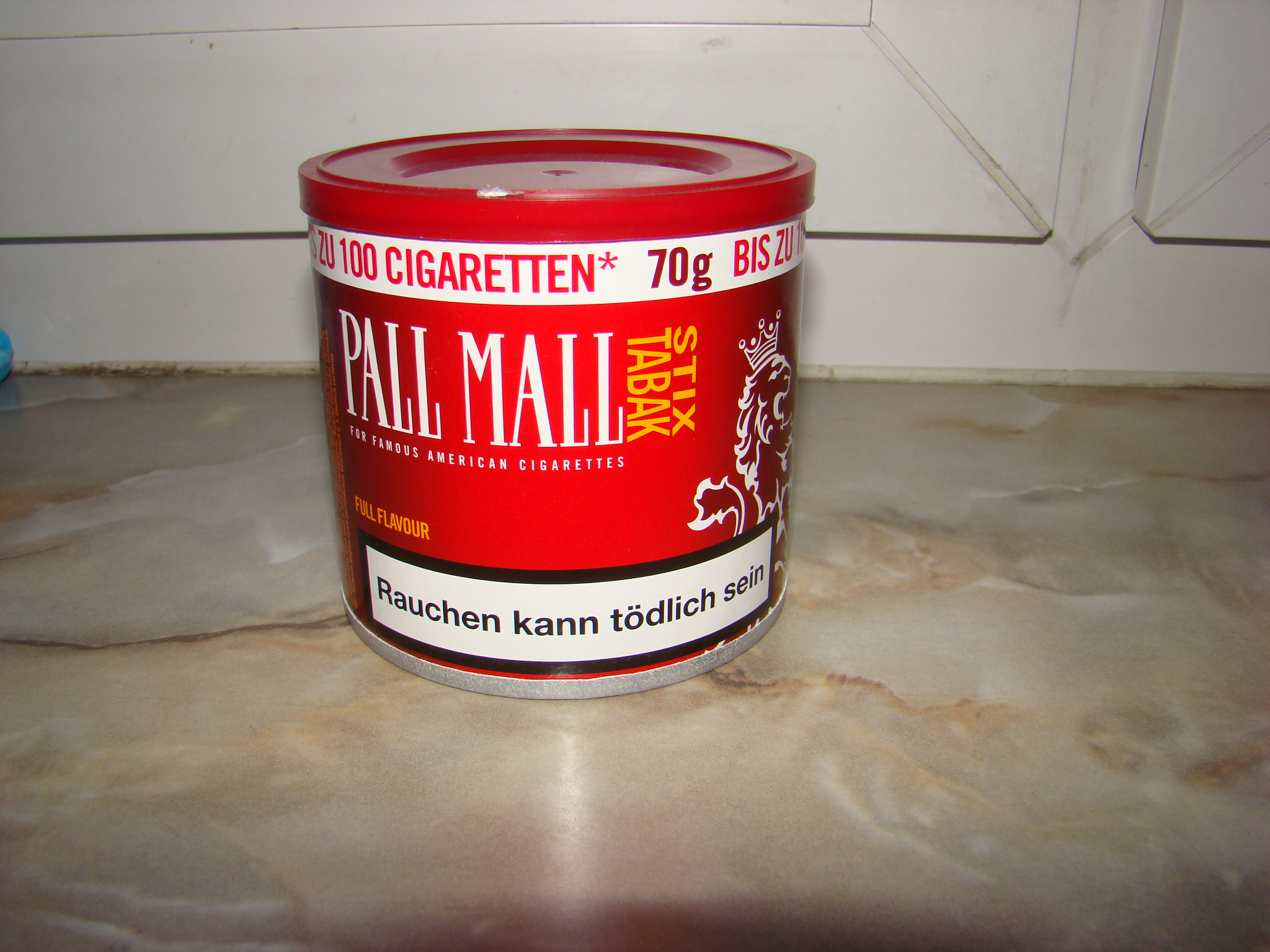
Pall Mall Stix Tabak

В 1899 году компания Butler & Butler Company вывела на рынок сигареты Pall Mall с расчётом поставлять первоклассные сигареты для высших слоёв общества. Своё наименование сигареты получили по названию улицы Пэлл-Мэлл в Лондоне, где в викторианскую эпоху проходили заседания большинства главных клубов английских джентльменов.
В 1907 году права на марку Pall Mall перешли к компании American Tobacco, после того как та скупила Butler & Butler Company. Новые владельцы использовали премиум-бренд для тестирования новшеств в дизайне сигарет, таких, например, как введённый в 1939 году формат «king-size» (ставший позднее стандартным размером для сигарет в 85 мм), а также новый способ набивки табака, благодаря которому, как утверждалось, сигареты должны меньше раздражать горло.
В 1950-х годах бренд Pall Mall выступил коммерческим спонсором остросюжетного телесериала англ. M Squad.
Пика популярности бренд достиг в 1960 году, став маркой сигарет номер один в США. В тот период на пачке рекламировались азартные игры, что способствовало продажам. В 1966 году компания выпустила сигареты формата «longs» (100-миллиметровые сигареты), создав новый стандарт — на сей раз для длинных сигарет. Однако позже в том же году компания Winston потеснила конкурента на рынке, благодаря рекламной кампании «Winston tastes good like a cigarette should», которой Pall Mall не смогла противостоять.
В 1994 году Pall Mall и Lucky Strike были куплены Brown & Williamson Tobacco Corporation, поскольку American Tobacco начала терять позиции на рынке, что привело к продаже бренда.
30 июля 2004 года произошло слияние компаний Brown & Williamson, представлявшей собой американское отделение British American Tobacco, и R.J. Reynolds Tobacco. Совместная компания, получившая название R.J. Reynolds Tobacco Company, продолжала выпуск сигарет Pall Mall с фильтром и без фильтра для внутреннего американского рынка, в то время как British American Tobacco производила и продавала Pall Mall за пределами США.
К 2006 году марка Pall Mall составляла значительную часть портфеля R.J. Reynolds Tobacco, находясь в четвёрке ведущих марок сигарет концерна British American Tobacco.
Во время экономического кризиса в конце 2000-х годов компания предприняла маркетинговый ход, продавая «продукт класса „премиум“ по цене ниже „премиум“», и тем самым расширила занимаемую ей долю рынка с 1,95 % (при объёмах ежеквартальных продаж в 1,6 млрд долларов США в 2006 году) до 7,95 % с оборотом в 5,5 млрд долларов в последнем квартале 2010 года.

## Логотип
Логотип Pall Mall — герб с двумя королевскими львами, опирающимися на щит с девизом «Per aspera ad Astra» (Через тернии к звездам). Этот же девиз можно увидеть на государственной печати Канзаса. Чуть ниже щита находится знамя с ещё одним латинским девизом — «In hoc signo vinces» (Под этим знаменем ты победишь) — фраза, которую произнес Константин I перед сражением у Мульвийского моста.
В 2007 году компания R.J. Reynolds Tobacco изменила цвет пачек Pall Mall Ultra Lights со светло-голубого на оранжевый, чтобы отличать их от Lights. Прежде оба вида сигарет продавались в пачках в синих тонах.

## Типы сигарет
- Pall Mall Red с содержанием 10 мг смолы и 0,8 мг никотина
- Pall Mall Red a’23
- Pall Mall Blue с содержанием 6 мг смолы и 0,5 мг никотина
- Pall Mall Blue a’23
- Pall Mall Amber с содержанием 4 мг смолы и 0,4 мг никотина
- Pall Mall Green (ментоловые)
- Pall Mall Super Slims Blue
- Pall Mall Super Slims Amber
- Pall Mall Super Slims Menthol (ментоловые)
- Pall Mall Super Slims Tropic Twist
- Pall Mall Nano Coral(Ментоловые)
- Pall Mall Vegas Nights"
- Pall Mall Nanokings
- Pall Mall Extra Kings
- Pall Mall Tropic Twist
- Pall Mall Aromatic

## Рекламные слоганы
- Pall Mall. Хит мягкого вкуса
- Отсеки лишнее
- У нас в команде все такие
- Ночь. Party. Partyзаны
- Ночь твоя — добавь огня!
- Мы такие же яркие как вы
- Путешествуй налегке
- Pall Mall. Поставь на мягкий вкус
- На гребне
- Pall Mall. Вкус, который разбудил солнце
- Везде, где собираются определённые люди
- Вкус Нью-Йорка с 1899 года
- Вкус Нью-Йорка
- Мир вкуснее с Pall Mall
- Наслаждайся моментом
- Вкус за гранью формата
- Новые краски стиля. Всегда стильно
- 110 мгновений Нью-Йорка. 110 лет! Оцени цифру!
- Экстра длинные. Экстра мягкие. Экстра яркие
- Оставить яркий след? Легко! Новый Pall Mall Tropic Twist
- Твой мир на аромат ярче!
- Выдающиеся... и они мягкие!